# Pak Kret
Pak Kret (em tailandês:  ปากเกร็ด) é uma cidade (nakhon thesaban) da Tailândia, localizada na província de Nothanburi, Região Central do país. Limita-se com a capital tailandesa, Bangkok, ao leste; Nonthaburi, capital da província, ao sul; e a província de Pathum Thani, ao norte. É parte da Região metropolitana de Bangkok. Sua população é estimada em 178 907 habitantes, sendo a terceira cidade mais populosa na Tailândia.
Situa-se nas planícies centrais tailandesas, na margem leste do rio Chao Phraya.

## História
A região onde hoje se encontra Pak Kret é habitada desde pelo menos o século XVIII, sob o domínio do reino de Aiutaia. A porção do rio Chao Phraya, a oeste do centro da cidade, foi escavada c.1721-1722 para contornar uma curva do rio, formando a ilha de Ko Kret. Os assentamentos na margem do canal de derivação ficaram conhecidos como Ban Tret Noi (em tailandês:  บ้าน เตร็ด น้อย) e Ban Pak Tret Noi (em tailandês:  บ้าน ปาก เตร็ด น้อย), que significam vila no canal de derivação e vila na foz do canal de derivação, respectivamente. Muitas comunidades do grupo étnico Mon se instalaram na região durante o período de Aiutaia e início do período Rattanakosin.
Pak Kret foi estabelecida como um distrito de saneamento (Sukhaphiban) em 31 de agosto de 1955. A cidade cobre a parte leste do distrito de Pak Kret, ou seja, as áreas dos subdistritos de Pak Kret, Bang Phut, Ban Mai, Bang Talat e Khlong Kluea. Foi incorporada como um distrito commune (thesaban tambon) em 1 de janeiro de 1992, elevada à categoria de distrito em 5 de fevereiro de 1996 e, em 20 de abril de 2000, elevada ao estatuto de cidade. Como Bangkok expandiu-se rapidamente durante o final do século XX, os arrozais e pomares de Pak Kret se converteram em conjuntos habitacionais e outras áreas residenciais.

## Geografia
A maior parte do relevo de Pak Kret é constituído de baixa densidade. O centro da cidade, às vezes conhecido como Pak Kret Market, fica na margem leste do rio Chao Phraya, na ramificação norte entre o curso do rio velho e o novo, em frente à ilha Ko Kret. Os escritórios municipais e distritais estão localizados na área central. Duas principais vias servem área: a estrada Chaeng Watthana, que corre de leste a oeste, ligando o centro da cidade à Bangkok e ao distrito de Lak Si, no leste; e a estrada Tiwanon, que liga Pak Kret à província de Pathum Thani, no norte, e Nonthaburi, no sul. As duas estradas se cruzam na intersecção de Pak Kret. O viaduto que leva à Rama IV Bridge corre acima da estrada Chaeng Watthana, através do centro da cidade, atravessando o rio em direção ao subdistrito de Khlong Phra Udom.
Muang Thong Thani é o maior conjunto habitacional em Pak Kret. Nele estão localizadas a Universidade Aberta Sukhothai Thammathirat e o shopping center CentralPlaza Chaengwattana.